# 奥扬
奥扬是葡萄牙阿威罗区的一个堂区。总面积26.74平方公里，总人口6712人，人口密度251人/平方公里。